# Janice Sherry
Janice A. Sherry, née le 14 juin 1960 à Summerside à l'Île-du-Prince-Édouard, est une femme politique canadienne. 
Elle représente la circonscription de Summerside-Wilmot à l'Assemblée législative de l'Île-du-Prince-Édouard de l'élection générale du 28 mai 2007 jusqu'à sa démission le 1er août 2016.